# Antheraea morosa
Antheraea morosa är en fjärilsart som beskrevs av Butler 1881. Antheraea morosa ingår i släktet Antheraea och familjen påfågelsspinnare. Inga underarter finns listade i Catalogue of Life.